# Höggarnsfjärden

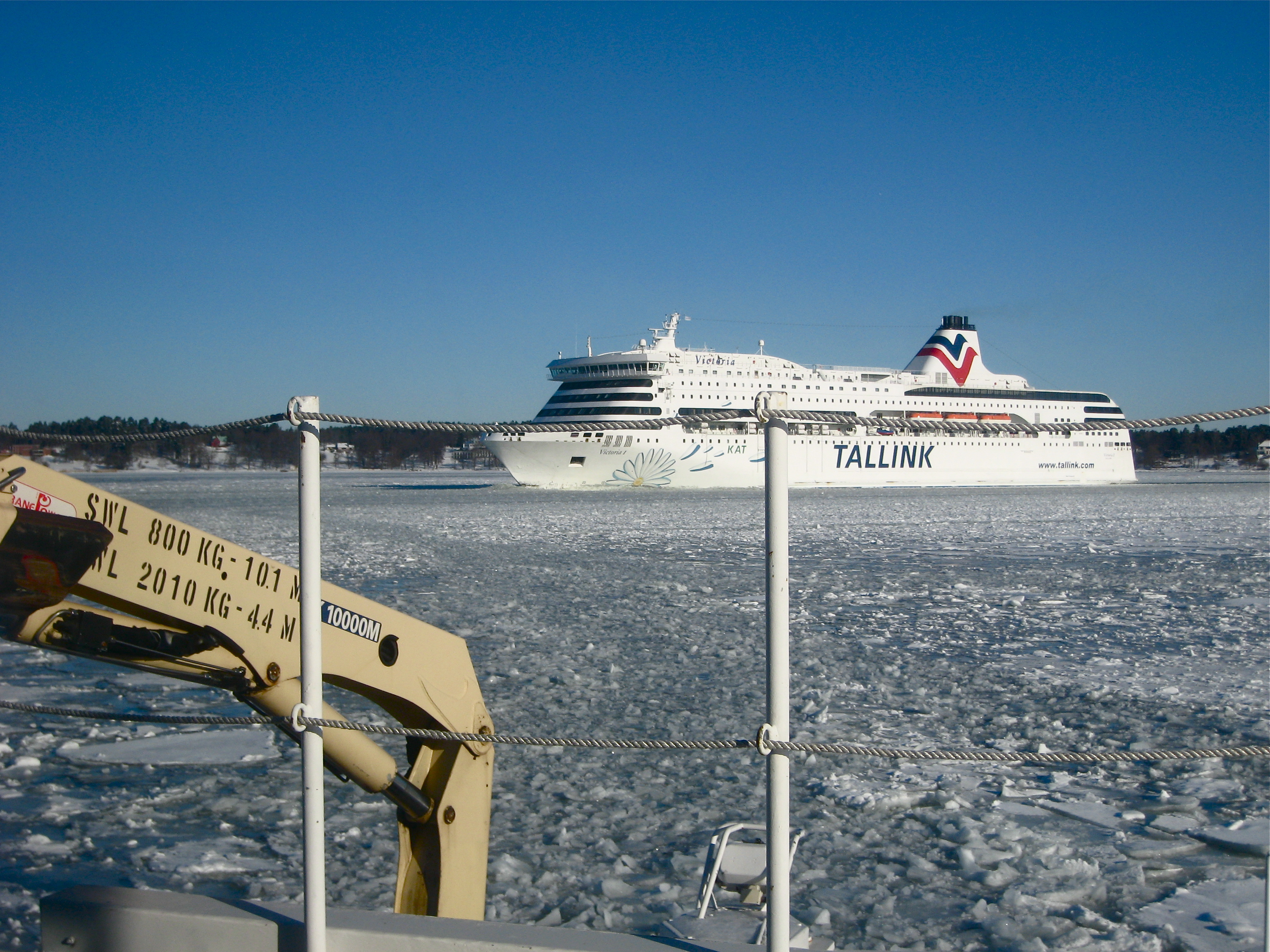
M/S Victoria I på Höggarnsfjärden vintern 2010. I bakgrunden Elfvik, Lidingö.

Höggarnsfjärden är en fjärd i Stockholms inre skärgård mellan Lidingö och Nacka

## Beskrivning
Fjärden är uppkallad efter ön Höggarn i ögruppen Stora och Lilla Höggarn. Fjärden utgör en del av huvudfarleden för större fartygstonnage in till Stockholms hamnar. Fjärden kan anses begränsas av Halvkakssundet i söder, av Askrikefjärden i nordväst (norr om Lidingö) och vattnet väster och söder om Tynningö där Torsbyfjärden ansluter. Viktiga fyrar i fjärden är Älvviks fyr på Lidingö, fyren Lilla Höggarns bank sydväst om ön Lilla Höggarn, Furuholmens fyr samt fyren Björnsgrundet väst om ön Lördan.
Fjärden är den mest trafikerade fjärden i hela Stockholms skärgård av både stora fartyg, skärgårdsbåtar och på sommarhalvåret fritidsbåtar, varför stora svall ständigt är närvarande, speciellt dagtid. Större fartygstonnage går vidare ut i skärgården via Oxdjupet medan fritidsbåtar och skärgårdsbåtar oftast går ut via Vaxholm.

## Bilder

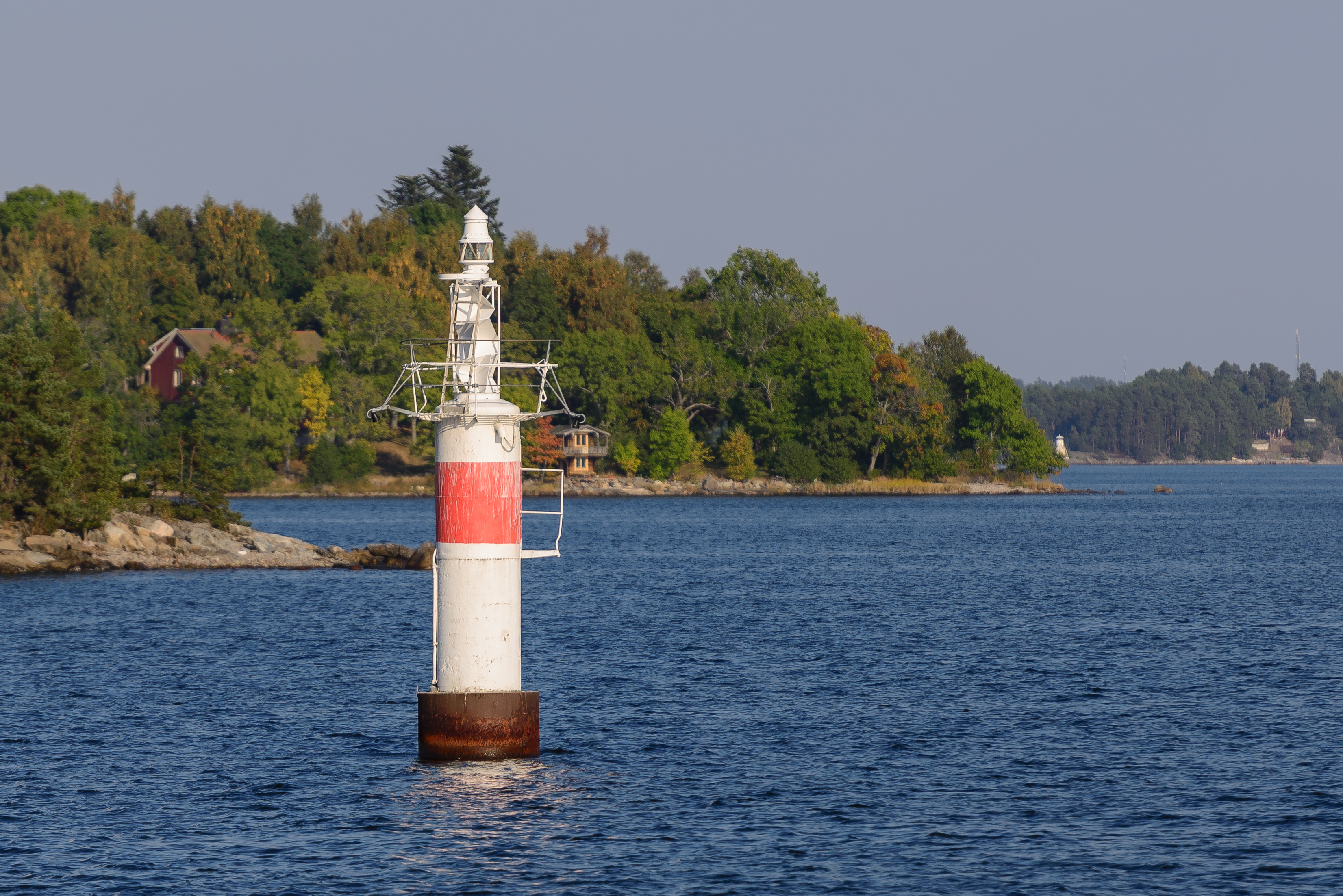
Fyren "Lilla Höggarnsbank" i Höggarnsfjärden
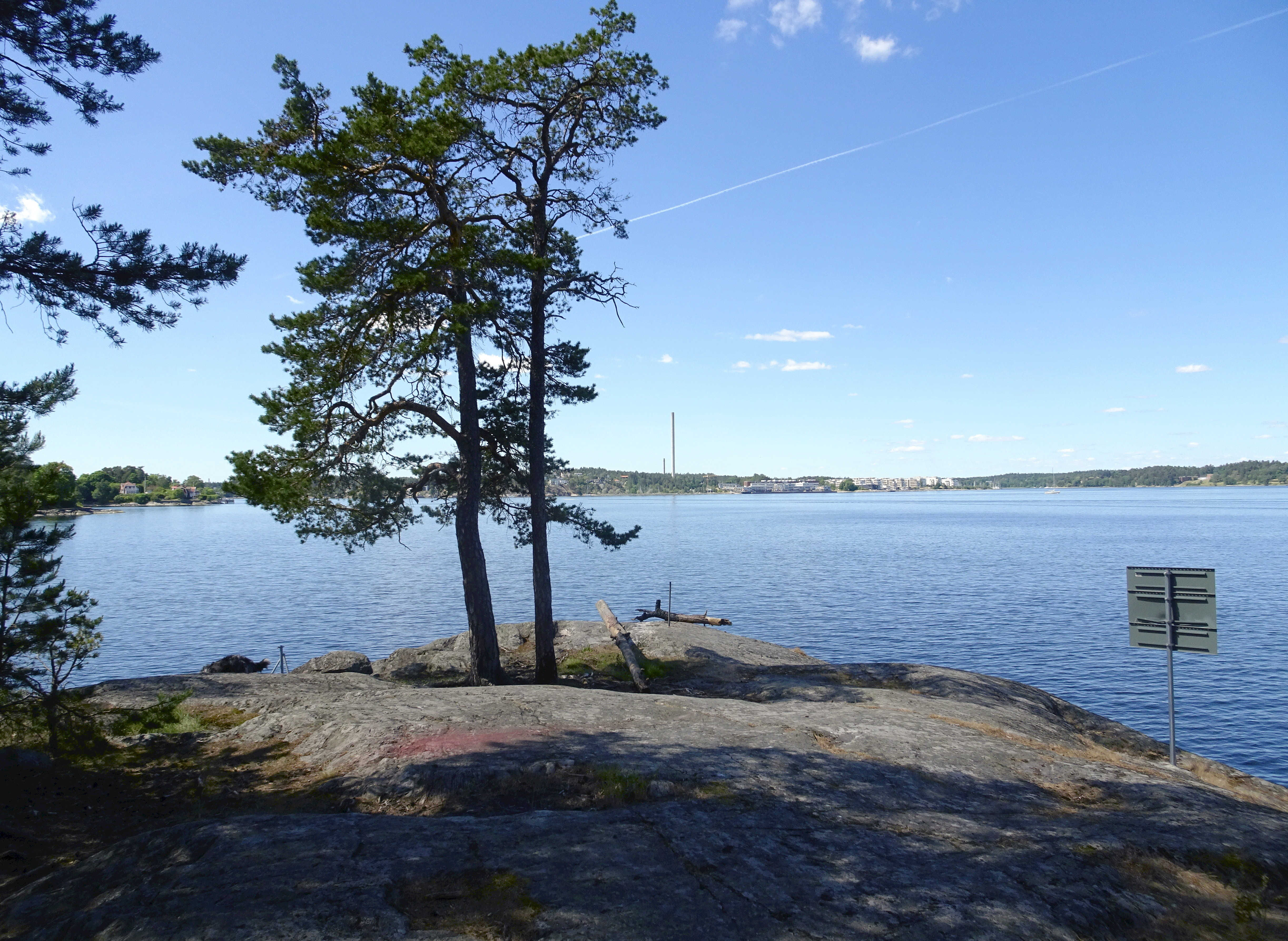
Vy över Höggarnsfjärden från Gärdesudden
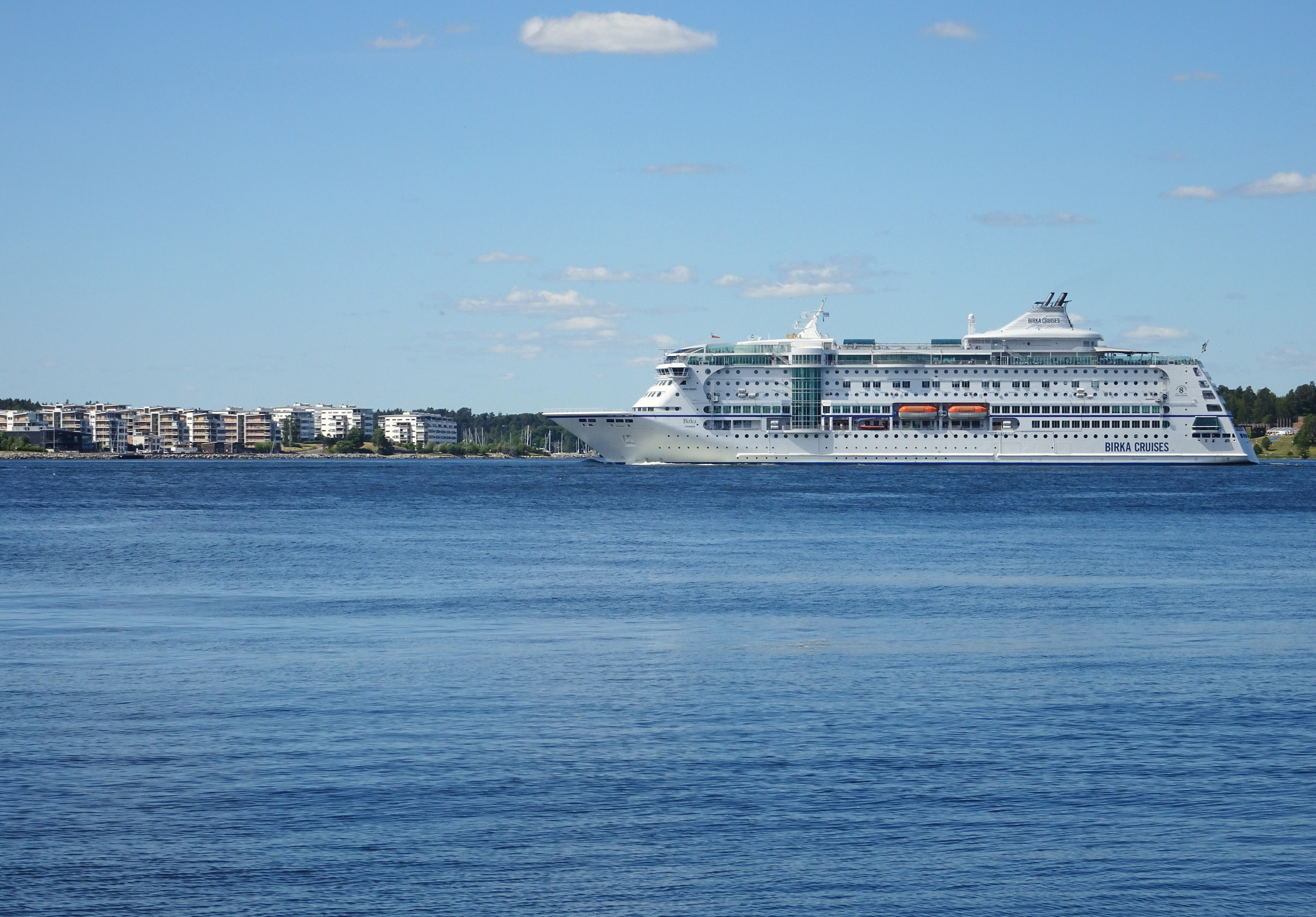
"Birka Cruises" på Höggarnsfjärden, Gåshaga i bakgrunden
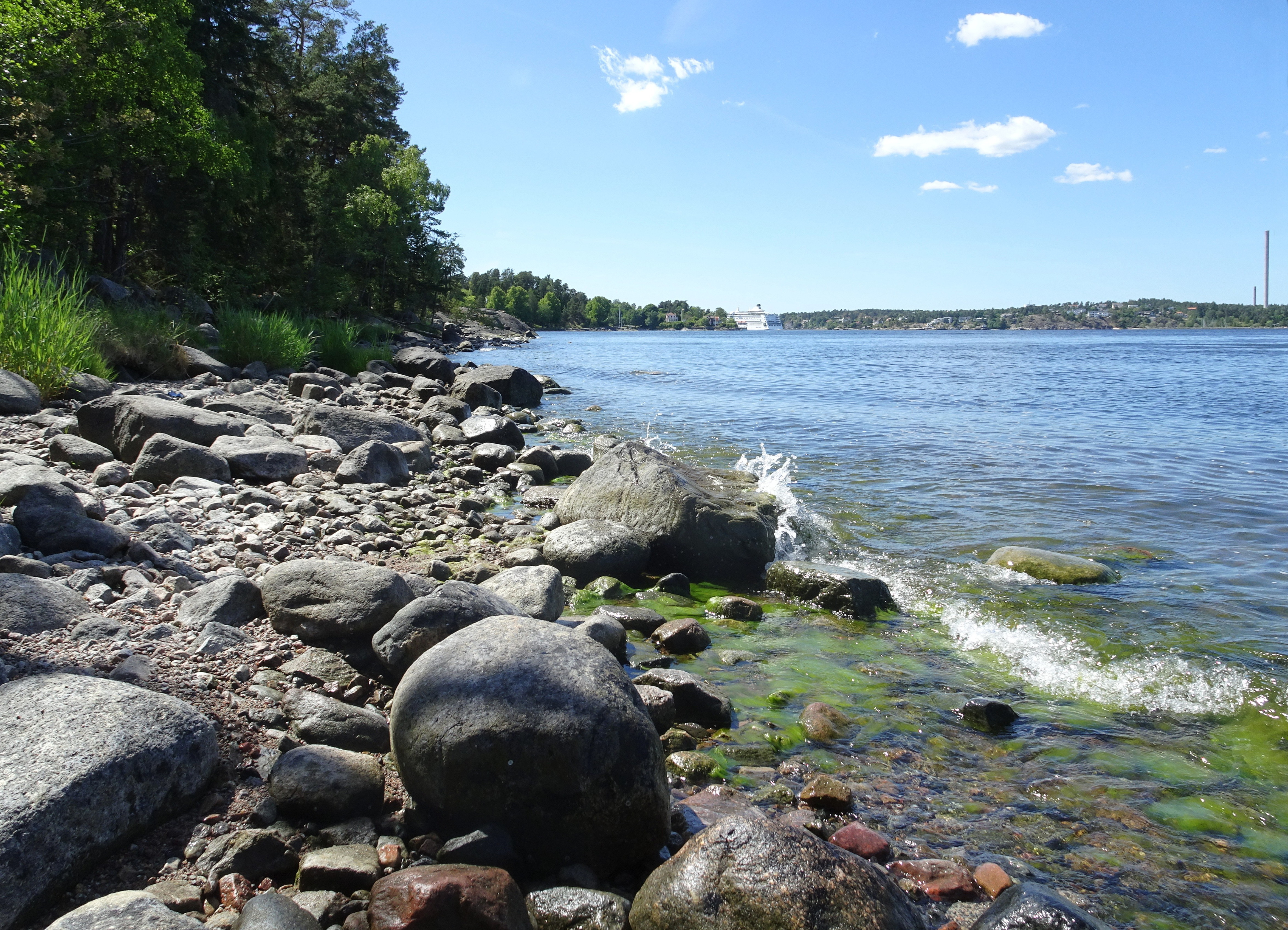
Vy över Höggarnsfjärden från Gärdesuddens naturreservat